# Gay Talese
Gay Talese (Ocean City, 7 de febrer del 1932) és un escriptor nord-americà de bestsellers. Des de l'any 1956 fins al 1965 va ser reporter del diari The New York Times. Després va treballar per diaris com Times, Esquire, The New Yorker o Harper's Magazine. Talese va definir, juntament amb Tom Wolfe, l'anomenat periodisme literari o "Nou periodisme". De tots els articles que va escriure, els més coneguts com el que va fer sobre Joe DiMaggio, Dean Martin i Frank Sinatra. L'article Frank Sinatra Has a Cold va ser nomenat com "la millor història Esquire que s'ha publicat mai".
Gay Talese ja destacava com a redactor des de petit. Va escriure el seu primer article amb quinze anys anomenat Swan Son. Va entrar en la universitat d'Alabama i allà va escriure un total de 311 articles i columnes per al Weekly Ocean City Sentinel-Ledger. Després d'alguns articles va ser ascendit i va crear una columna anomenada High School Highlights on se'l va considerar el nou Balzac.
Va finalitzar els seus estudis a la universitat d'Alabama i un cop graduat va entrar al New York Times com al "noi de la fotocopiadora". Més endavant, després d'estar una temporada en l'exèrcit fent servei militar, The New York Times li va demanar de tornar com a reporter i li va assignar les pàgines d'esports. Allà es va quedar com a reporter durant 10 anys. Després va començar a treballar com a reporter pel Times i més endavant pel Esquire on allà va poder començar a escriure del que realment volia. Li van donar llibertat i el primer article que va escriure va ser “New York/ New York“ al juliol de 1960.
Mentre treballava en els diaris més importants de la ciutat, Gay Talese anava escrivint llibres que relataven anècdotes i històries relacionades amb la seva vida. Històries sobre el seu primer treball, al The New York Times com a noi de la fotocopiadora, com dades dels seus orígens, una família d'immigrants italians que van arribar a Amèrica el 1922.

## Llibres
- The Voyeur's Motel (2016)
- The Silent Season of a Hero: The Sports Writing of Gay Talese (Walker & Co. 2010)
- A Writer's Life (2006)
- The Gay Talese Reader: Portraits and Encounters (2003)
- Writing Creative Nonfiction: The Literature of Reality (1995) co-author with Barbara Lounsberry
- Unto the Sons (1992)
- Thy Neighbor's Wife (1981)
- Honor Thy Father (1971)
- Fame and Obscurity (1970)
- The Kingdom and the Power (1969)
- The Bridge: The Building of the Verrazano-Narrows Bridge (1964)
- New York: A Serendipiter's Journey (1961)